# Mark Wallenwein
Mark Wallenwein (* 16. dubna 1987 Stuttgart) je německý jezdec rally. Je německým mistrem v rallye z roku 2012 a mladším bratrem německého mistra z roku 2011 Sandra Wallenweina.

## Kariéra
Mark Wallenwein začal svou závodní kariéru v roce 1996 na motokárách. Svou úplně první rallye jel v Citroënu Saxo. Při svém debutu (Grabfeldrallye) skončil pátý ve své třídě hned za Felixem Herboldem a 70. celkově (ze 150 startujících). V roce 2006 dokončil svou první kompletní soutěžáckou sezónu. Roku 2007 se účastnil soutěží v domácím Německu, ale také ve Finsku. Během roku jezdil s vozy Suzuki Ignis, Subaru Impreza a Honda Civic. V roce 2008 s vozem Citroen C2 R2 vyhrál divizi 3 v Německu (6. místo v celkovém pořadí). Také se toho roku poprvé objevil v „Top-25-Liste“, žebříčku nejlepších německých jezdců. Když Škoda Auto Deutschland v roce 2010 vstoupila do Německého rallyového šampionátu, stal se po boku Matthiase Kahleho druhým pilotem týmu. Celkovým vítězstvím na Rallye Sársko a dalšími pódiovými umístěními si zajistil celkové 4. místo v německém mistrovství pro rok 2010. V roce 2011 Mark závodil se Škodou ve čtyřech závodech šampionátu iRC, včetně slavné Rallye Monte Carlo. Nejlepším výsledkem bylo 8. místo v poslední soutěži sezony na Kypru. V roce 2012 se Mark vrátil do Německa, znovu s vozem Škoda Fabia S2000, ale nově s podporou Frantze Wallenborna z Lucemburska. Na Sárské rallye si mladší Wallenwein dokázal zajistit titul mistra Německa pro rok 2012. Porazil tak svého bratra i Hermanna Gassnera mladšího, syna Hermanna Gassnera.